# Shefki Kosturi
Shefki Kosturi (ur. 23 grudnia 1878 w Kastorii, zm. po 1925) – albański polityk i wojskowy, minister wojny w roku 1921.

## Życiorys
Po ukończeniu szkoły w Kastorii kontynuował naukę w gimnazjum wojskowym w Monastirze. W latach 1895–1898 studiował w Akademii Wojskowej w Stambule. W latach 1989–1912 służył w armii osmańskiej. W 1913 przyjechał do Albanii i rozpoczął służbę w żandarmerii. W 1921 w stopniu podpułkownika przez dwa tygodnie pełnił funkcję ministra wojny w rządzie Idhomeno Kosturiego. Po przejęciu władzy przez Ahmeda Zogu w 1925 przeszedł w stan spoczynku. Dalsze jego losy nie są znane.